# Hjakutakeova kometa

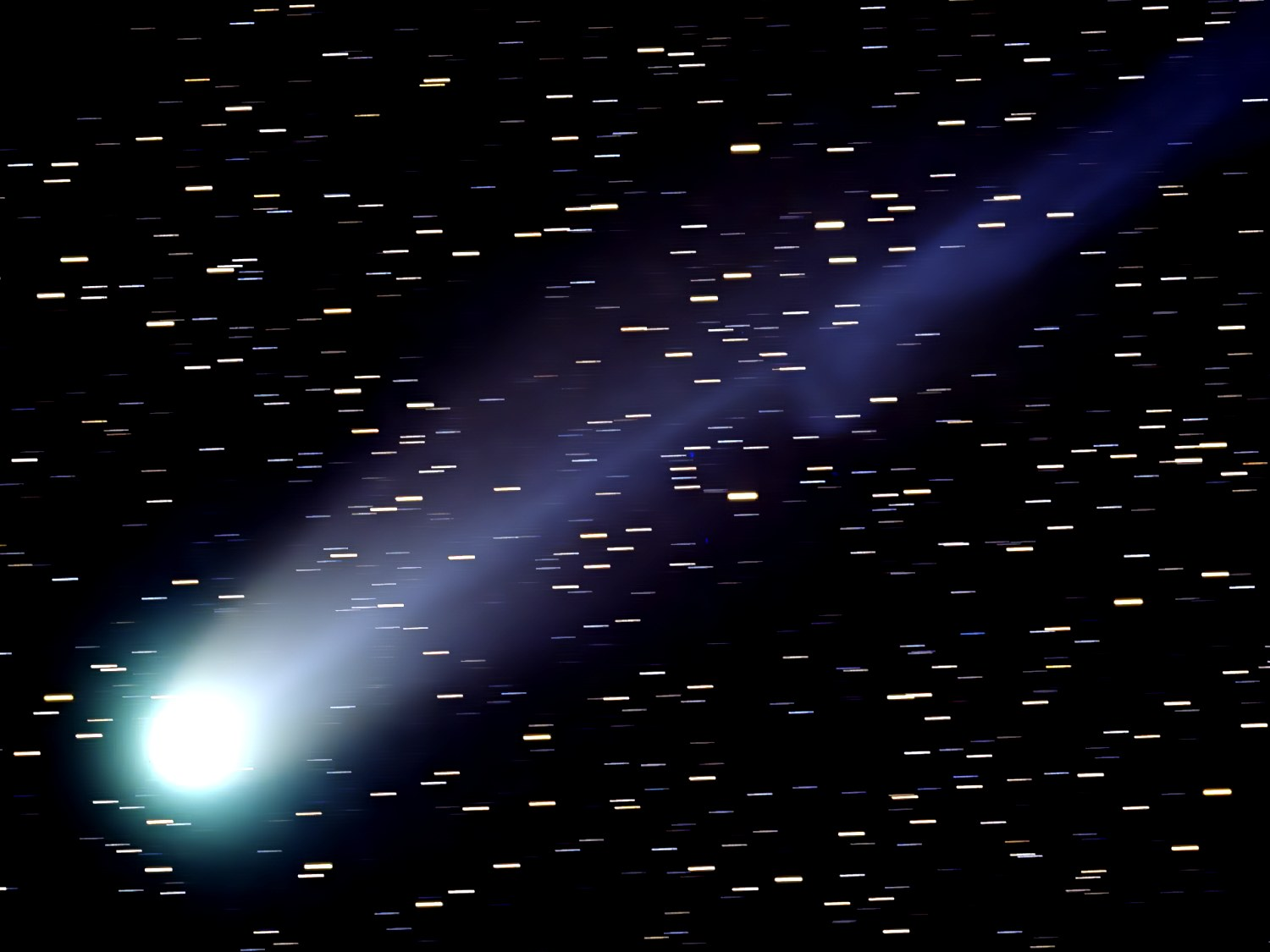
Hjakutakeova kometa při jejím největším přiblížení k Zemi v březnu roku 1996.

Hjakutakeova kometa (obecné označení je C/1996 B2) byla objevena 31. ledna 1996 amatérským astronomem Júdži Hjakutakem (百武 裕司, 1950 - 2002) z Japonska. Kometa přezdívaná též jako Velká kometa roku 1996 ("The Great Comet of 1996 ") prolétla v těsné blízkosti Země v březnu roku 1996 a jednalo se o nejbližší setkání s kometou za předchozích 200 let. Kometa Hjakutake byla na noční obloze velmi jasná, viditelná lidským okem a pozorovatelná po téměř celém světě. Kometa Hjakutake předcházela v té době již známé kometě Hale–Bopp, která v té době vstupovala do vnitřní sluneční soustavy.
Hjakutake je neperiodická kometa. Před jejím nedávným průletem sluneční soustavou byl její oběh o délce 17000 let, ale gravitační perturbace způsobené velkými planetami zvýšily a pozměnily předešlou periodu oběhu na 70000 let.
Vědecké pozorování komety vedlo k několika objevům. Jeden z objevů byla první detekce rentgenového záření vycházejícího z komety, kdy se předpokládala příčina solárním větrem a interakcí mezi částicemi radiačního záření Slunce s neutrálními atomy v koma obklopující Hjakutake. Sonda Ulysses prošla ohonem komety ve vzdálenosti více než 500 milionů km (3,3 AU, nebo také 3 x 108 mil) od jádra, při průletu odhalila u komety Hjakutake, že za sebou zanechává nejdelší ohon ze známých komet.

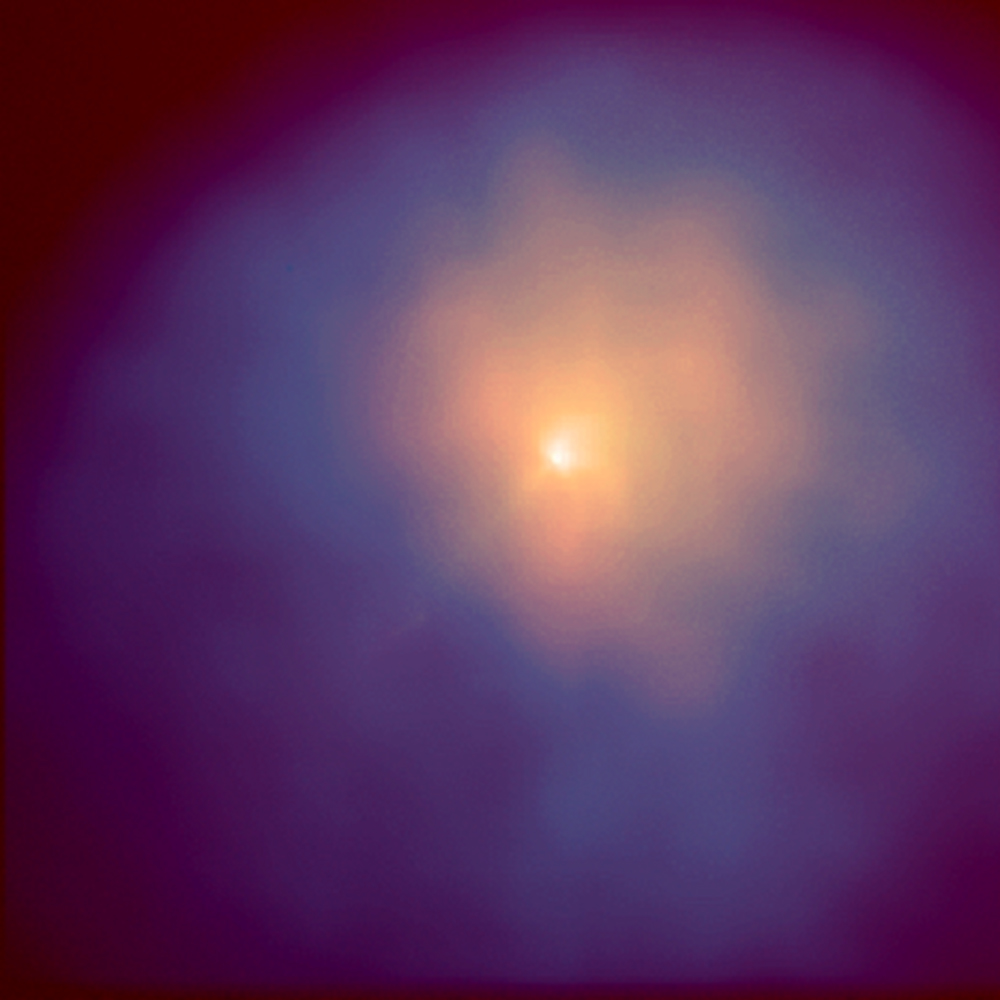
Hjakutakeova kometa, snímek pořídil Hubbleův vesmírný dalekohled 4. dubna 1996 v infračerveném spektru.